# Корнєєв (Чечня)
Корнєєв (рос. Корнеев) — хутір у Наурському районі Чечні Російської Федерації.
Населення становить 284 особи. Входить до складу муніципального утворення Новотерське сільське поселення.

## Історія
Згідно із законом від 14 липня 2008 року органом місцевого самоврядування є Новотерське сільське поселення.

## Населення
| 1926 | 1990 | 2002 | 2010 |
| ---- | ---- | ---- | ---- |
| 9    | ↗118 | ↗596 | ↘284 |